# Cuapacho
Cuapacho är en ort i Mexiko.   Den ligger i kommunen Tamazunchale och delstaten San Luis Potosí, i den sydöstra delen av landet, 210 km norr om huvudstaden Mexico City. Cuapacho ligger 133 meter över havet och antalet invånare är 134.
Terrängen runt Cuapacho är huvudsakligen kuperad, men västerut är den bergig. Cuapacho ligger nere i en dal. Runt Cuapacho är det ganska tätbefolkat, med 67 invånare per kvadratkilometer. Närmaste större samhälle är Tamazunchale, 3,8 km öster om Cuapacho. I omgivningarna runt Cuapacho växer huvudsakligen savannskog.